# William Whitaker Collins
William Whitaker Collins (* 11. Februar 1817 in London; † 15. März 1879 in Brompton) war ein britischer Ingenieur. 

## Leben
William Whitaker Collins war ein Sohn von William Young Collins. Er trat nach Beendigung seiner Ausbildung der Firma Maudslay and Field bei, danach arbeitete er unter Sir Marc Isambard Brunel am Themsetunnel. Dann wechselte er zur Firma Rennie, ehe er nach Belgien ging, wo er für die Société d' Ougrée arbeitete, ehe er in Seraing bei Cockerill & Co. arbeitete. Nach einigen Jahren kehrte er nach London zurück, wo er am Bau der Docks beteiligt war. 1847 machte er sich als Zivilingenieur selbstständig. Einige Jahre später tat er sich mit Thomas Russell Crampton zusammen. Dieser wiederum arbeitete mit Sir Charles Fox zusammen. Mit Fox und Crampton schloss der Berliner Polizeipräsident Karl Ludwig Friedrich von Hinckeldey 1852 einen Vertrag über den Bau einer ersten Wasserleitung und eines ersten Wasserwerks für Berlin ab. Nach der Gründung der Berlin Water Works Company war Collins  mit der Konstruktion dieser Einrichtung beschäftigt. Mit Crampton arbeitete Collins etwa acht Jahre lang zusammen, auch bei anderen wichtigen Projekten. Danach arbeitete er wieder selbstständig in seinem Büro in der Buckinghamstreet, Adelphi, bis er sich einige Jahre vor seinem Tod ins Privatleben zurückzog. 
Collins gehörte der Institution of Civil Engineers an, ab 1846 als Associate und ab 1860 als Vollmitglied. Ferner war er Mitglied oder Beigeordneter der Geological Society, der Royal Microscopical Society, der Meteorological Society sowie der Zoological Society, der Royal Institution und der British Association. 
Der Ingenieur, der in relativ jungen Jahren durch einen Unfall ein Bein verloren hatte, starb unerwartet nach kurzer Krankheit. Er wurde auf dem West London Cemetery beerdigt. 
Sein großes Wissen und seine Belesenheit wurden in einem Nachruf gerühmt. Theodor Fontane, der Collins während seines dritten Aufenthalts in London kennenlernte, schätzte diesen sehr. Collins, der die deutsche Sprache gut beherrschte, las Fontanes Sommer in London, den dieser laut einem Brief an seine Ehefrau Emilie „natürlich vor dem Auge jedes Engländers“ verbarg, und äußerte die Absicht, dieses Werk zu übersetzen. Fontane hoffte allerdings, er habe dies nur im Spaß gesagt.